# Теофіль Готьє
П'єр Жуль Теофі́ль Готьє́, також Ґотьє (фр. Pierre Jules Théophile Gautier; 31 серпня 1811, Тарб — 23 жовтня 1872, Нейї-сюр-Сен) — французький поет, прозаїк, літературний критик, лібретист та художник, значна постать у французькій літературі середини XIX століття. Спочатку Готьє був прихильником романтизму, але потім еволюціонував разом із французькою літературою до декадансу, символізму й модернізму. Він був одним із засновників літературного товариства Парнас, яке проголошувало принципи мистецтва для мистецтва. Зокрема, Готьє належить відомий вислів «Усе корисне бридке».
Йому також приписується [Архівовано 1 січня 2013 у Wayback Machine.] інший значний вислів: «Мистецтво заради мистецтва» (фр. l'art pour l'art). Латинський переклад цієї фрази (лат. Ars gratia artis) прикрашає логотип кінокомпанії Metro-Goldwyn-Mayer.
В 1858 році був запрошений до Російської імперії. Урядовці сподівалися, що розповіді Готьє про свою мандрівку позитивно вплинть на громадську думку Європи і спростують «антиросійські» випади Астольфа де Кюстіна. При цьому, щоб подорож не виглядала «домовленою» з урядом, запрошував гостя Григорій Кушелєв-Безбородько — як приватна особа. Сам Готьє, однак, не приховував, що хотів заробити на «російському проекті» грошей. Йшлося про те, що його публікації про культурні скарби Росії у французькій пресі будуть супроводжуватися добірками фотографій. Але в останній момент програма була скорочена, і Готьє обмежився текстами.

## Твори
- Albertus, вірш у прозі, 1833
- Les Jeunes-France, оповідання, 1833
- Omphale, новела, 1834
- Mademoiselle de Maupin, роман в листах, 1835
- Fortunio, роман, 1838
- Лібрето до балету «Жізель» на музику Адольфа Адама, 1841
- Лібрето до балету La Péri на музику Фрідріха Бурґмюллера,1843
- Une nuit de Cléopathre, оповідання, 1845
- Émaux et camées, поезії, 1852
- Avatar, роман, 1857
- Jettatura, роман, 1857
- Le Roman de la momie. роман, 1858
- Le Capitaine Fracasse. роман, 1863 (також існує однойменна опера)
- Quand on voyage. подорожні нотатки, 1865 (Оригінал онлайн [Архівовано 29 червня 2013 у Wayback Machine.])

## Українські переклади
Поезії Готьє українською перекладали Павло Грабовський, Василь Щурат, Михайло Драй-Хмара, Юрій Клен, Максим Рильський, Микола Терещенко, Михайло Литвинець.
- Теофіль Ґотьє. Панна де Мопен / Перекл. Микола Шраг. — Відень : Чайка, б.д. — Т. 1. — 262 с.
- Теофіль Ґотьє. Панна де Мопен / Перекл. Микола Шраг. — Відень : Чайка, б.д. — Т. 2. — 298 с.

## Екранізація творів
- 1928: Le capitaine Fracasse
- 1942: Le capitaine Fracasse
- 1961: Capitaine Fracasse
- 1965: Giselle
- 1969: Giselle
- 1990: Il viaggio di Capitan Fracassa